# ماریه سیکورووا
ماریه سیکورووا (چکی: Marie Sýkorová؛ ۱۸ نوامبر ۱۹۵۲ – مارس ۲۰۱۸) بازیکن هاکی روی چمن اهل چکسلواکی بود.